# Josef Hofmann (Politiker, 1927)

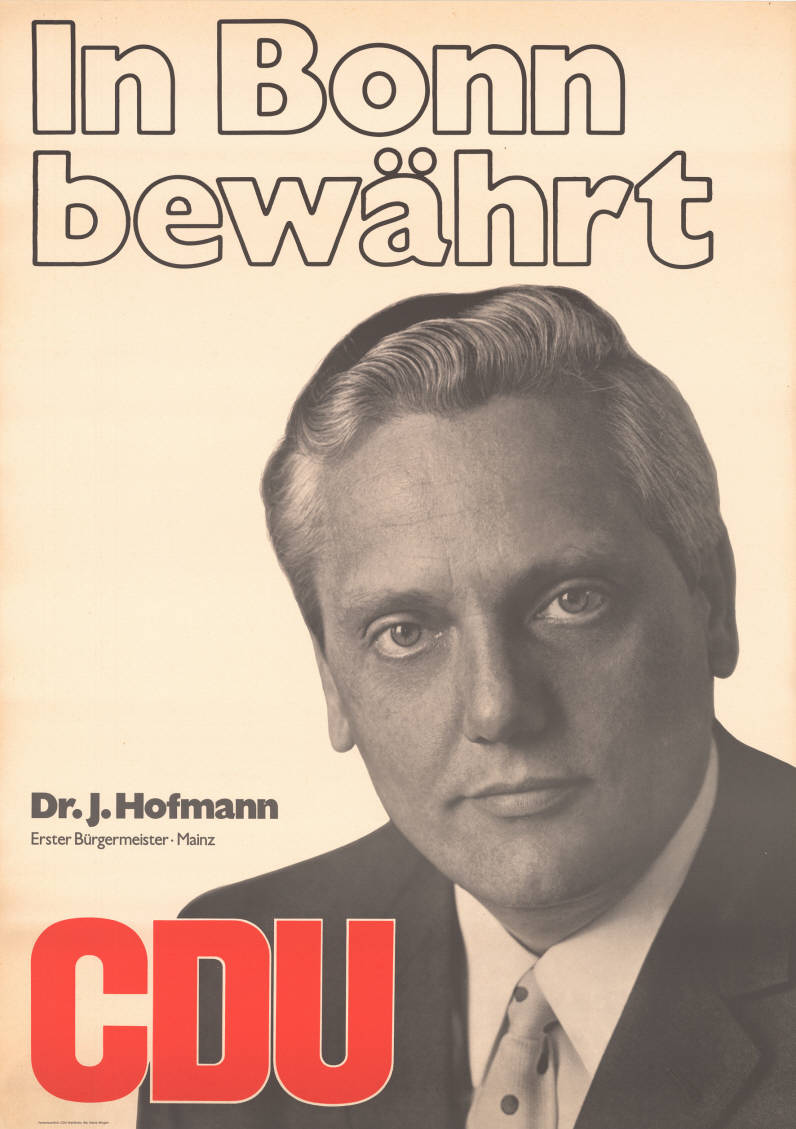
Josef Hofmann auf einem Wahlplakat

Josef Hofmann (* 23. März 1927 in Hausen; † 14. August 2016 in Mainz) war ein deutscher Jurist und Politiker (CDU).

## Leben und Beruf
Nach dem Volksschulabschluss und dem Besuch der Gymnasien in Hadamar und Limburg an der Lahn nahm Hofmann 1944/45 als Soldat am Zweiten Weltkrieg teil. Anschließend setzte er seine schulische Laufbahn fort und bestand 1947 das Abitur in Limburg. Daraufhin begann er ein Studium der Rechtswissenschaften und der Volkswirtschaft an der Johannes Gutenberg-Universität Mainz, das er mit beiden juristischen Staatsexamen sowie mit der Promotion zum Dr. jur. beendete. 1957 eröffnete er eine eigene Anwaltspraxis in Mainz-Bretzenheim.
Hofmann war von 1984 bis 1992 Präsident des internationalen Rates der Gemeinden und Regionen Europas (RGRE), seit 1988 dessen Ehren- und seit 1992 dessen Vizepräsident. Von 1994 bis 2000 war er sowohl Präsident, als auch Vizepräsident der Kammer der Gemeinden Europas beim Europarat.
Hofmann verstarb 2016 mit 89 Jahren an seinem Wohnort in Mainz-Bretzenheim.

## Partei
Hofmann trat 1953 in die CDU ein und wurde in den Vorstand des CDU-Kreisverbandes Mainz gewählt.

## Abgeordneter
Hofmann war 1960/61 und wieder ab 1989 Ratsmitglied der Stadt Mainz. Dem Deutschen Bundestag gehörte er von 1965 bis 1969 an, dort vertrat er den Bundestagswahlkreis Mainz.

## Öffentliche Ämter
Hofmann amtierte von 1961 bis 1985 als Bürgermeister der Stadt Mainz. Gleichzeitig übernahm er als Stadtkämmerer die Leitung des Finanzdezernates. Von 1985 bis 1989 war er Ehrenamtlicher Beigeordneter der Stadt.

## Ehrungen
- Bundesverdienstkreuz 1. Klasse, 1981
- Großes Bundesverdienstkreuz, 1987
- Komturkreuz des Verdienstordens der Republik Portugal, 1993
- Kaiser-Maximilian-Preis, Europapreis für Regional- und Kommunalpolitik des Landes Tirol und der Stadt Innsbruck, 1999